# 城西 (鹿児島市)
城西（じょうせい）は、鹿児島県鹿児島市の町丁。郵便番号は890-0041。人口は3,663人、世帯数は1,682世帯（2020年4月1日現在）。城西一丁目から城西三丁目までがあり、城西一丁目から城西三丁目までの全域で住居表示を実施している。

## 地理
鹿児島市の中部、甲突川中流域に位置している。町域の北方及び西方には原良、南方には薬師、東方に甲突川を挟んで新照院町にそれぞれ接している。
町域の中央部には鹿児島市立城西中学校、鹿児島西警察署が所在しており、東端部にはかごしま環境未来館（鹿児島実業高等学校跡地）が所在している。

### 河川
- 甲突川

### 町名の由来
城西という町名は鹿児島城（鶴丸城）から見て西部に位置することに由来する。

## 歴史
1976年（昭和51年）7月5日に城西地区において住居表示が実施されることとなった。住居表示の実施に伴い町域の再編が実施され、鷹師町、薬師町の各一部より「城西一丁目」、薬師町、原良町の各一部より「城西二丁目」、原良町の一部より「城西三丁目」が新たに設置された。
2007年（平成19年）2月5日には原良第二地区において住居表示が実施されることとなり、原良町の一部が城西二丁目及び城西三丁目に編入され、同時に城西二丁目11番街区は住居番号の振り直しが行われた。
城西二丁目にはかつて鹿児島実業高等学校が所在していたが1995年（平成7年）に五ケ別府町に移転した。跡地には2002年（平成14年）に鹿児島市消防局西消防署が新設され、2008年（平成20年）にはかごしま環境未来館が設置された。

### 町域の変遷
| 変更後             | 変更年             | 変更前         |
| ------------------ | ------------------ | -------------- |
| 城西一丁目（新設） | 1976年（昭和51年） | 鷹師町（一部） |
| 城西一丁目（新設） | 1976年（昭和51年） | 薬師町（一部） |
| 城西二丁目（新設） | 1976年（昭和51年） | 薬師町（一部） |
| 城西二丁目（新設） | 1976年（昭和51年） | 原良町（一部） |
| 城西三丁目（新設） | 1976年（昭和51年） | 原良町（一部） |
| 城西二丁目（編入） | 2007年（平成19年） | 原良町（一部） |
| 城西三丁目（編入） | 2007年（平成19年） | 原良町（一部） |

## 人口

### 丁目別
|            | 世帯数 | 人口  |
| ---------- | ------ | ----- |
| 城西一丁目 | 554    | 1,008 |
| 城西二丁目 | 772    | 1,878 |
| 城西三丁目 | 356    | 777   |
| 計         | 1,682  | 3,663 |

### 国勢調査
以下の表は国勢調査による小地域集計が開始された1995年以降の人口の推移である。
| 年                 | 人口  |
| ------------------ | ----- |
| 1995年（平成7年）  | 2,777 |
| 2000年（平成12年） | 2,378 |
| 2005年（平成17年） | 2,533 |
| 2010年（平成22年） | 3,070 |
| 2015年（平成27年） | 3,522 |

## 施設

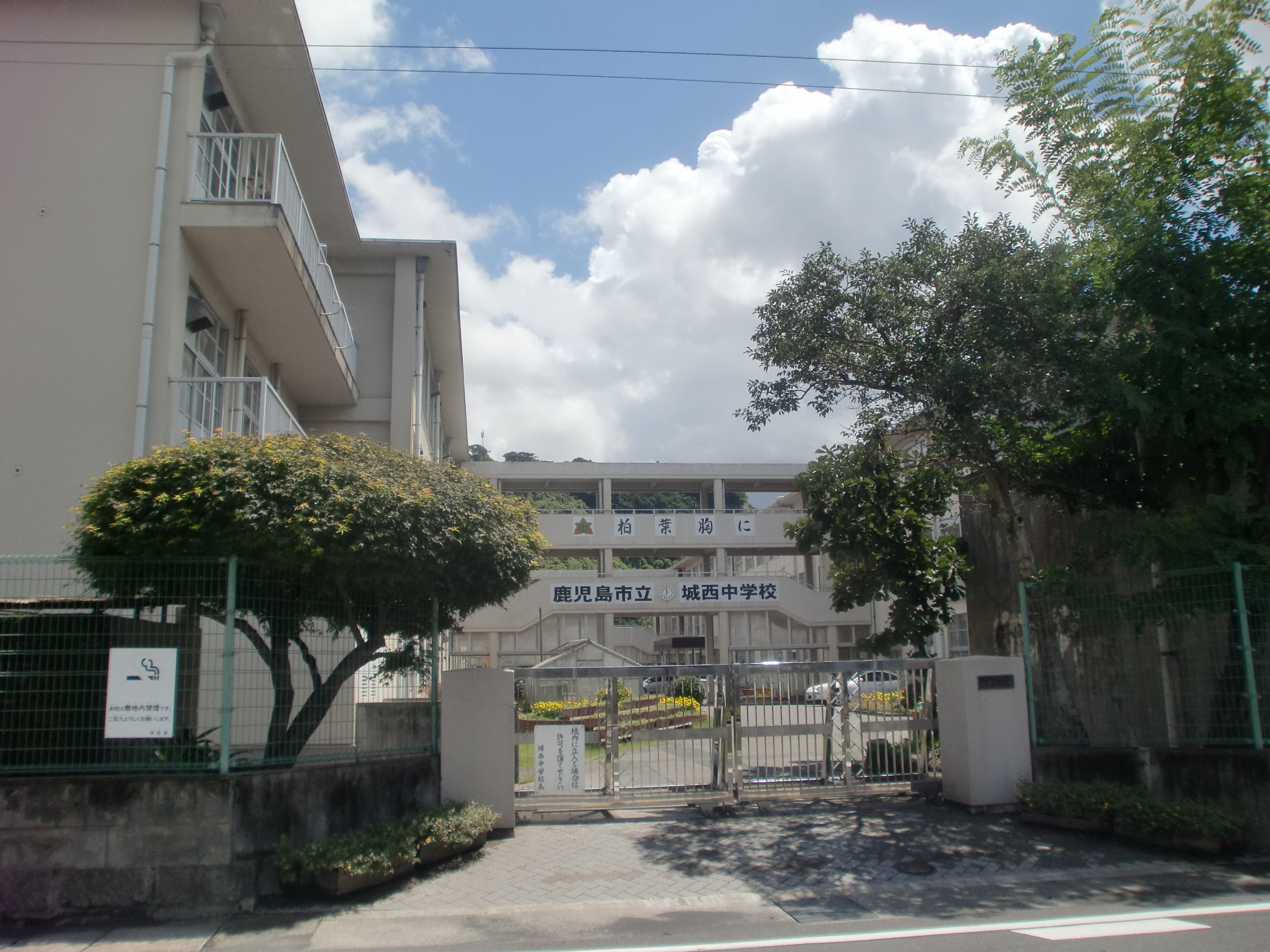
鹿児島市立城西中学校

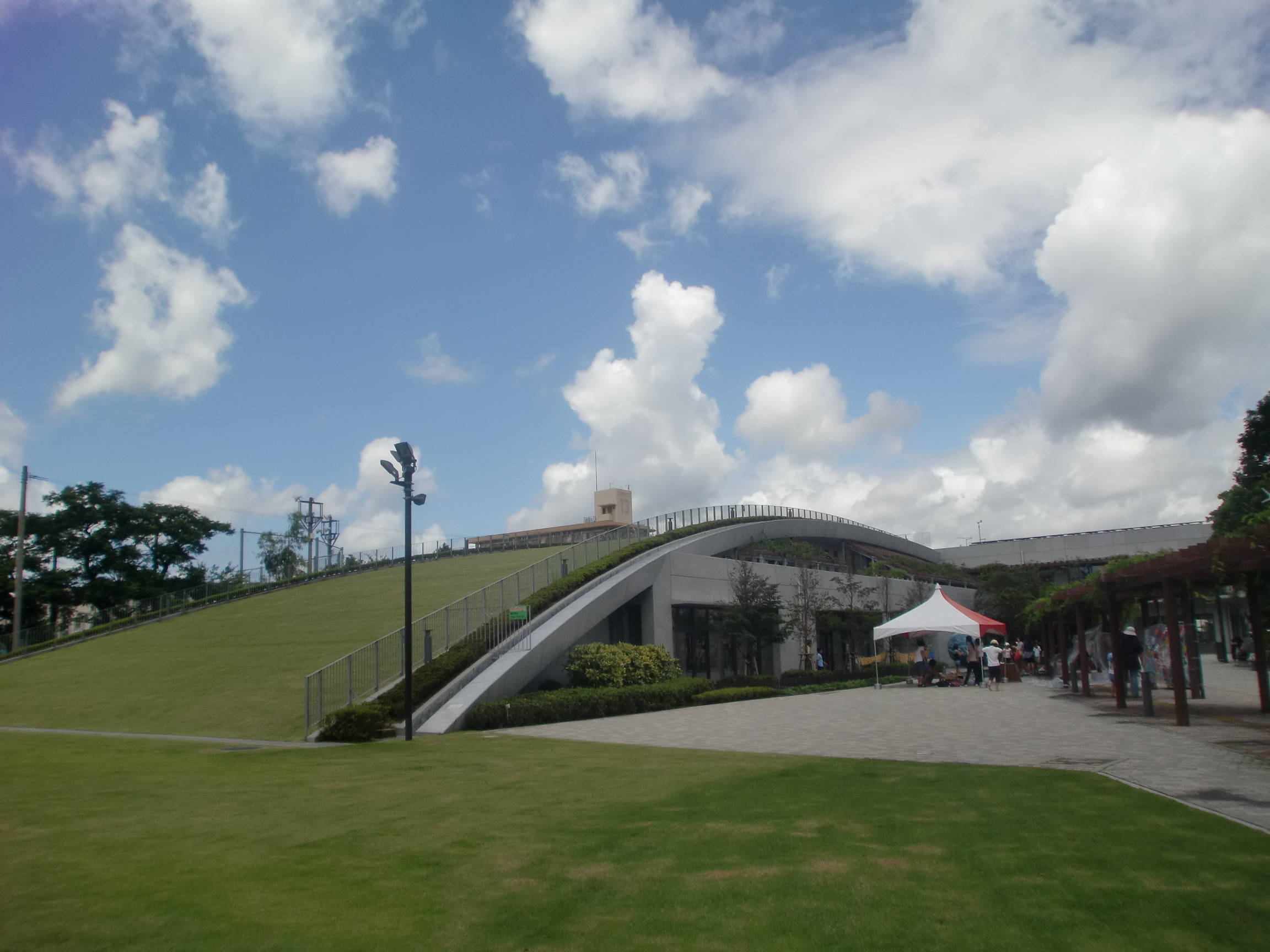
かごしま環境未来館

### 公共
- かごしま環境未来館[15]
- 鹿児島西警察署（1971年（昭和46年）設置[22]）[23]
- 鹿児島市消防局西消防署[14]

### 教育
- 鹿児島市立城西中学校[24]

### 郵便局
- 鹿児島城西郵便局[25]

## 小・中学校の学区
市立小・中学校に通う場合、学区（校区）は以下の通りとなる。
| 町丁       | 番・番地 | 小学校               | 中学校               |
| ---------- | -------- | -------------------- | -------------------- |
| 城西一丁目 | 全域     | 鹿児島市立西田小学校 | 鹿児島市立城西中学校 |
| 城西二丁目 | 全域     | 鹿児島市立原良小学校 | 鹿児島市立城西中学校 |
| 城西三丁目 | 全域     | 鹿児島市立原良小学校 | 鹿児島市立城西中学校 |